# アマテラスとスサノオの誓約

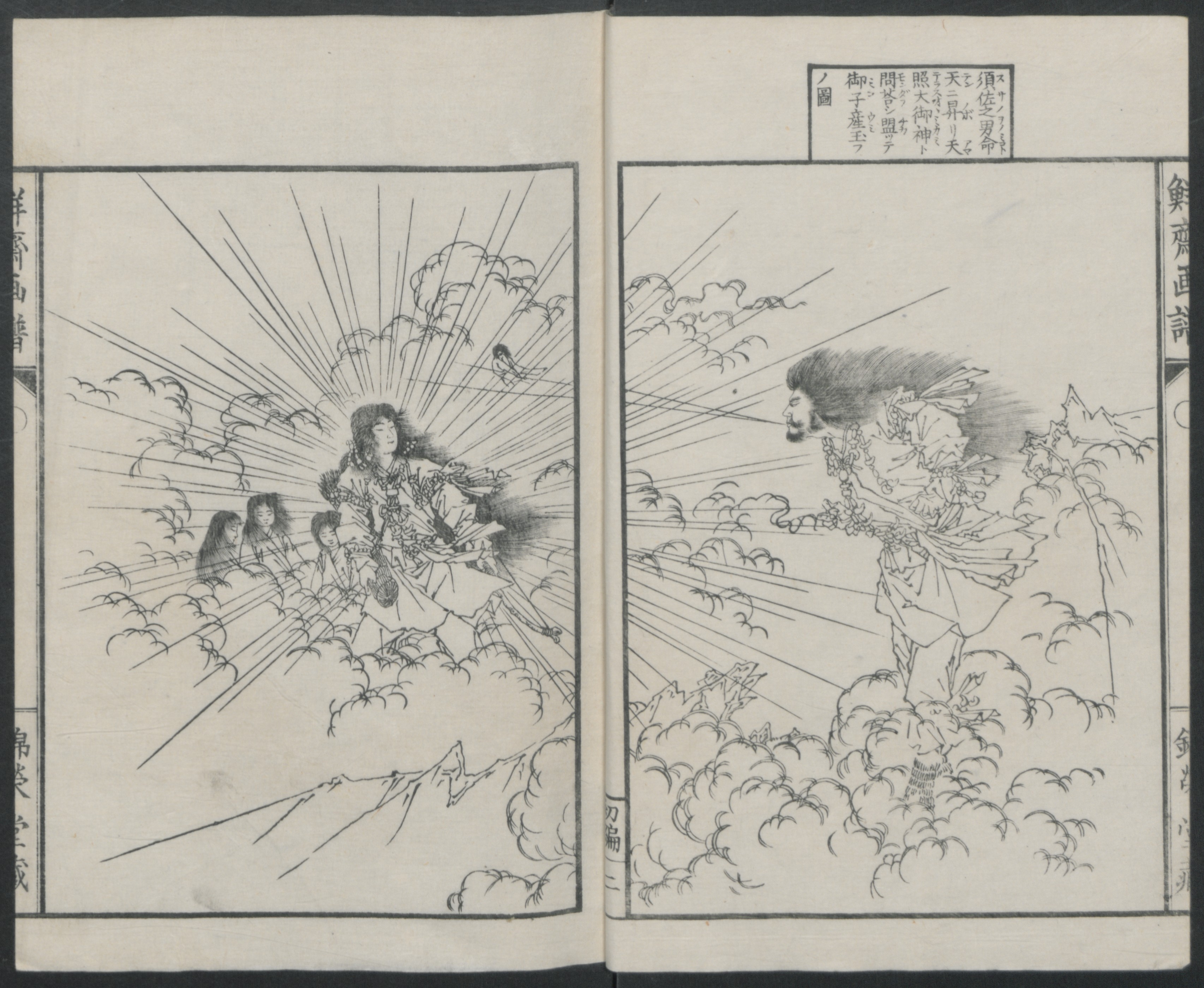
小林永濯『鮮斎永濯画譜』初篇「須佐之男命天ニ昇リ天照大御神ト問答シ盟ツテ御子産玉フノ図」

アマテラスとスサノヲの誓約（古事記に基づく） [//upload.wikimedia.org/wikipedia/commons/7/76/Challenge_of_Amaterashu_and_Susanoo.svg SVGで表示（対応ブラウザのみ）

アマテラスとスサノヲの誓約（アマテラスとスサノヲのうけい）とは、『古事記』や『日本書紀』に記される天照大神（アマテラスオオミカミ）と建速須佐之男命（スサノヲ、日本書紀では素戔嗚尊）が行った誓約（占い）のこと。

## あらすじ

### 古事記
伊邪那岐命（イザナキ）が建速須佐之男命（スサノヲ）に海原の支配を命じたところ、建速須佐之男命は伊邪那美命（イザナミ）がいる根の国へ行きたいと泣き叫び、天地に甚大な被害を与えた。イザナキは怒って「それならばお前はこの国に住んではいけない」と彼を追放した。
スサノヲは、姉の天照大御神（アマテラスオオミカミ）に会ってから根の国へ行こうと思い、天へ昇ると、山川が響動し国土が皆震動した。オオミカミはスサノヲが国を奪いに来たと思い、みづらを結い武具を携えて彼を迎えた。スサノヲが異心がないことを述べると、オオミカミはそれをどうやって示すのかスサノヲに尋ねた。スサノヲは、それぞれ宇気比（うけひ）をして子を生もうと答えた。
二神は天の安河を挟んでうけいを行った。まず、アマテラスオオミカミがスサノヲの身に付けていた十拳劔（とつかのつるぎ）を受け取って3つに折って天の真名井で濯いでから噛み砕き、吹き出した息の霧から以下の三柱の女神（宗像三女神）が生まれた。
- 多紀理毘売命（たきりびめのみこと）またの名は奥津島比売命（おきつしまひめのみこと） - 宗像大社奥津宮に祀られる。
- 市寸島比売命（いちきしまひめのみこと）またの名は狭依毘売命（さよりびめのみこと） - 宗像大社中津宮に祀られる。
- 多岐都比売命（たきつひめのみこと） - 宗像大社辺津宮に祀られる。

次に、スサノヲが、オオミカミが身に付けていた「八尺の勾玉の五百箇のみすまるの珠」を受け取って天の真名井で濯いでから噛み砕き、吹き出した息の霧から以下の五柱の男神が生まれた。
- 左のみづらに巻いている玉から：正勝吾勝勝速日天之忍穂耳命（まさかつあかつかちはやひあめのおしほみみのみこと）
- 右のみづらに巻いている玉から：天之菩卑能命（あめのほひのみこと）
- かづらに巻いている玉から：天津日子根命（あまつひこねのみこと）
- 左手に巻いている玉から：活津日子根命（いくつひこねのみこと）
- 右手に巻いている玉から：熊野久須毘命（くまのくすびのみこと）

オオミカミは「五柱の男神は物実（ものざね）が私の物によって成ったのだから、私の子である。先に生まれた三柱の女神は物実がお前の物によって成ったのだから、お前の子である。」と言った。
それに対してスサノヲは「我が心は清く明し。故に、我が生める子は、手弱女を得た。」と勝利を宣言した。

### 日本書紀

#### 第六段本文
素戔嗚尊（スサノヲ）は根の国へ行く前に、高天原の姉に会いたいと願い、（伊弉諾尊の）許しを得て天に昇ると、海は轟き山は鳴った。天照大神（アマテラスオオミカミ）はスサノヲが暴悪であるのを知っていたので、「弟は国を奪おうとしているのではないか」と言ってみづらを結い、男装し武装して、スサノヲに詰問した。
スサノヲは「私には邪心はなく、根の国に赴こうとしているだけです。どうして姉上に会えないまま去ることができましょうか。」と答えた。オオミカミは「ならばどうやってお前のきよい心を証明しようと言うのだ。」と言い、スサノヲは「姉上と共にうけいをしたい。誓約（うけひ）で子を生もう。私の子が女ならば悪心あり、男ならば清い心ありとしてくれ。」と言った。
オオミカミはスサノヲの十握剣を取って、3つに折り、天真名井（あまのまなゐ）で濯ぎ、噛み砕いて吹き出した息の霧から以下の三柱の女神を生んだ。
- 田心姫（たこりひめ）
- 湍津姫（たぎつひめ）
- 市杵嶋姫（いちきしまひめ）

スサノヲはオオミカミが髪や腕に巻いていた、八坂瓊之五百箇御統（やさかにのいほつのみすまる）を取って、天真名井で濯いで噛み砕いて吹き出した息の霧から以下の神々を生んだ。
- 正哉吾勝勝速日天忍穂耳命尊（まさかあかつかちはやひあまのおしほみみのみこと）
- 天穂日命（あまのほひのみこと） - 出雲臣、土師連等の祖。
- 天津彦根命（あまつひこねのみこと） - 凡川内直、山代直等の祖。
- 活津彦根命（いくつひこねのみこと）
- 熊野櫲樟日命（くまののくすびのみこと）

（スサノヲが事前に宣言した通り、）五柱の男神であった。
アマテラスオオミカミは「その物根（ものざね）はといえば、八坂瓊之五百箇御統は私の物である。よって五柱の神は皆私の児である。」と言って取り養った。また「十握剣はスサノヲの物だから、三柱の女神はお前の児である。」と言って授けた。

#### 第六段一書（第一）
日神（ひのかみ）は、素戔嗚尊が上り来るのはきっと我が天原を奪おうとしているのだと思い、武装して待ち構えた。素戔嗚尊は「私に悪心はない。ただ姉上に会おうと思って来ただけだ。」と言った。日神は素戔嗚尊と向かい合って立ち、誓（うけ）ひて「もしお前の心が清らかで、奪い取ろうという意図がないならば、お前の生む子は、必ず男であろう」と言った。言い終わると、帯びていた剣を食べて以下の三柱の女神を生んだ。
- 十握劒（とつかのつるぎ）：瀛津嶋姫（おきつしまひめ）
- 九握劒（ここのつかのつるぎ）：湍津姫（たぎつひめ）
- 八握劒（やつかのつるぎ）：田心姫（たこりひめ）

そこで素戔嗚尊はその首にかけていた五百箇御統之瓊（いほつのみすまるのたま）を天渟名井（あまのまなゐ）またの名は去来之眞名井（いざのまなゐ）の水で濯いで食べて生まれた神が以下の五柱の男神である。
- 正哉吾勝勝速日天忍骨尊（まさかあかつかちはやひあまのおしほねのみこと）
- 天津彦根命（あまつひこねのみこと）
- 活津彦根命（いくつひこねのみこと）
- 天穂日命（あまのほひのみこと）
- 熊野忍蹈命（くまののおしほみのみこと）

素戔嗚尊は勝ちのしるしを得て、日神は素戔嗚尊に悪心のないことを知った。

#### 第六段一書（第二）
素戔嗚尊が天に昇る時に羽明玉（はかるたま）という神が迎えて、瑞八坂瓊之曲玉（みつのやさかにのまがたま）を献上したので、その玉を持って天上を訪れた。この時、天照大神は弟に悪心があると疑い、兵を集めて詰問した。
素戔嗚尊は「私の来た目的は、姉上に会うことです。また瑞八坂瓊之曲玉を献上したいと思うだけです。他意はありません。」と言った。天照大神は「お前の言うことが嘘か実か、何を証拠とするのか。」と問い、「私と姉上で共に誓約（うけひ）を立てましょう。誓約で女が生まれれば邪心ありとして、男が生まれれば清き心ありとしよう。」と言った。
天真名井三処（みところ）を掘って、向かい合って立った。天照大神は「私が帯びている剣をお前に与えよう。お前は、お前の持っている八坂瓊之曲玉を私にくれ。」と言って約束し、互いに交換した。
天照大神は八坂瓊之曲玉を天真名井に浮かべ、玉の端、中、尾を食いちぎって吹き出し、その息から以下の三柱の女神を生んだ。
- 玉の端：市杵嶋姫命（いつきしまひめのみこと） - 遠瀛（おきつみや）に鎮座する神
- 玉の中：田心姫命（たこりひめのみこと） - 中瀛（なかつみや）に鎮座する神
- 玉の尾：湍津姫命（たぎつひめのみこと） - 海濱（へつみや）に鎮座する神

素戔嗚尊は持った剣を天真名井に浮かべ、剣の端を食いちぎって吹き出し、その息から以下の神々を生んだ。
- 天穂日命（あまのほひのみこと）
- 正哉吾勝勝速日天忍骨尊（まさかあかつかちはやひあまのおしほねのみこと）
- 天津彦根命（あまつひこねのみこと）
- 活津彦根命（いくつひこねのみこと）
- 熊野櫲樟日命（くまののくすびのみこと）

五柱の男神であった、云爾（しかしかいふ、省略の意）。

#### 第六段一書（第三）
日神は素戔嗚尊と天安河（あまのやすのかは）を挟んで向かい合い、誓約（うけ）ひて「お前に害をなす心がないならば、お前の生む子は必ず男であろう。もし男を生んだら、私の子として、天原を治めさせよう。」と言った。
まず日神が剣を食べて生んだ子が以下の三神である。
- 十握劔：瀛津嶋姫命（おきつしまひめのみこと）またの名は市杵嶋姫命（いつきしまひめのみこと）
- 九握劔：湍津姫命（たぎつひめのみこと）
- 八握劔：田霧姫命（たきりひめのみこと）

そして、素戔嗚尊が身に付けていた五百箇御統之瓊を口に含み、生まれた神が以下の六柱の神である。
- 左の髻（みづら）の玉を口に含み、左の手のひらに置く：勝速日天忍穂耳尊（かちはやひあまのおしほみみのみこと） - 「正に吾が勝った」と素戔嗚尊が言ったことに由来する。
- 右の髻の玉を口に含み、右の手のひらに置く：天穂日命（あまのほひのみこと）
- 首にかけた玉を口に含み、左の腕に置く：天津彦根命（あまつひこねのみこと）
- 右の腕から：活津彦根命（いくつひこねのみこと）
- 左の足から：熯之速日命（ひのはやひのみこと）[注釈 1]
- 右の足から：熊野忍蹈命（くまののおしほみのみこと）またの名は熊野忍隅命（くまののおしくまのみこと）

素戔嗚尊が生んだ子は皆男だったので、日神は素戔嗚尊が清い心を持っていることを知り、六柱の神々を日神の子として天原を治めさせた。

#### 第七段一書（第三）
素戔嗚尊は自身の田が悪田だったため、姉の田の畔を壊したり溝を埋めたりする乱暴を働いたが、姉の日神は素戔嗚尊を咎めることなく、天石窟（あまのいはや）に籠もってしまった。
天児屋命らの働きにより日神は外に戻ったが、諸神は素戔嗚尊を責めた。素戔嗚尊は底根之国（そこつねのくに）に追放されることになったが、「どうして我が姉上に会わずに、勝手に一人で去れるだろうか」と天に戻って来た。天鈿女命がこれを見て日神に報告した。
日神は「弟が来た理由は良い心によってではあるまい。きっと我が国を奪おうというのだ。」と言って武装した。素戔嗚尊は誓（うけ）ひて「私が善からぬことを思って戻って来たのならば、私が今珠を囓んで生む子は必ず女であろう。そうしたら、女子を葦原中国に降してほしい。もし清い心があれば、必ず男を生むであろう。そうしたら、男子に天上を治めさせてほしい。また姉上の生む子も、この誓（うけひ）と同じとしよう。」と言った。
先に日神は十握劒を囓み、云云（しかしかいふ、省略の意）。
続いて素戔嗚尊はぐるぐると回しながら、その髻に巻いていた五百箇御統之瓊（いほつのみすまるのたま）の緒を解き、玉の音を揺り鳴らしながら天渟名井の水で濯ぎ浮かべた。その玉の端を噛んで以下の六柱の男神を生んだ。
- 左の髻に巻いていた玉を噛んで、左の手のひらに置く：正哉吾勝勝速日天忍穂根尊（まさかあかつかちはやひあまのおしほねのみこと）
- 右の玉を噛んで、右の手のひらに置く：天穂日命（あまのほひのみこと）
- 次に：天津彦根命（あまつひこねのみこと）
- 次に：活目津彦根命（いくめつひこねのみこと）
- 次に：熯速日命（ひのはやひのみこと）
- 次に：熊野大角命（くまののおほくまのみこと）

素戔嗚尊は「私は本当に清き心をもって戻って来たのです。既に姉上にお会いする目的は済んだので、根国へ参ります。私が清き心を以て生んだ子を、姉上に奉ります。」と言って降っていった。

### 古語拾遺
素戔嗚神は無道を理由に根国へ退去を命じられた。
素戔嗚神が日神に暇乞いを申そうと天に昇ったところ、櫛明玉命がお迎えして瑞八坂瓊之曲玉を献上した。素戔嗚神はこれを受け取ってさらに日神に奉った。二神は共に約誓（うけ）ひて、その玉を感（かま）けしめて天祖（あまつみおや）吾勝尊（あかつのみこと）を生んだ。天照大神は吾勝尊を愛しみ育てた。

## 解説
| 文献                       | うけいの提案者 | 結果   | モノザネ   | 勝利基準、宣言者 | 男神をアマテラスのものとしたか、理由                  |
| -------------------------- | -------------- | ------ | ---------- | ---------------- | ----------------------------------------------------- |
| 古事記                     | スサノヲ       | ス：男 | アの珠     | 事後、ス、女     | ○、アマテラスがモノザネ主張                           |
| 日本書紀第六段本文         | スサノヲ       | ス：男 | アの御統   | 事前、ス、男     | ○、アマテラスがモノザネ主張                           |
| 日本書紀第六段一書（第一） | アマテラス     | ス：男 | スの御統   | 事前、ア、男     | ×                                                     |
| 日本書紀第六段一書（第二） | スサノヲ       | ス：男 | アの剣     | 事前、ス、男     | ？（結末は省略）                                      |
| 日本書紀第六段一書（第三） | アマテラス     | ス：男 | スの統の瓊 | 事前、ア、男     | ○、アマテラスが男ならば日神の子とすると予め誓約       |
| 日本書紀第七段一書（第三） | スサノヲ       | ス：男 | スの統の瓊 | 事前、ス、男     | ○、スサノヲが男ならば天上を治めさせてほしいと予め誓い |
| 古語拾遺                   | -              | 男     | スの曲玉   | ？               | ○                                                     |

『古事記』ではアマテラスは、後に生まれた男神は自分の物から生まれたから自分の子として引き取り、先に生まれた女神はスサノヲの物から生まれたから彼の子だと宣言した。建速須佐之男命は自分の心が潔白だから私の子は優しい女神だったといい、天照大御神は彼を許した。『古事記』と『日本書紀』第六段本文には、アマテラスが「モノザネ」を主張して男神を自身の子とするなど共通点が多いが、『古事記』では事前の勝利基準提示がなく、アマテラスがモノザネを主張した後でさらにスサノヲが「女=勝ち」という基準を突然提示することで勝利を納めている点に特徴がある。『日本書紀』において「男=勝ち」という基準が共通していることからすれば、『古事記』における二神の基準も「男=勝ち」というものだったはずであり、だからこそアマテラスは事後に「モノザネ」を主張し互いの子を逆転させたのだと理解できる。だがスサノヲは事前に基準が提示されていなかったことを利用し、基準を逆転させ「女=勝ち」として勝利してしまったのである。
『日本書紀』第一と第三の一書では男神なら勝ちとし、物実を交換せずに子を生んでいる。すなわち、アマテラスは十拳剣から女神を生み、スサノヲは自分の勾玉から男神を生んで彼が勝ったとする（第三の一書で、スサノヲは六柱の男神を生んでいる）。第二の一書では、男神なら勝ちとしている他は『古事記』と同じだが、どちらをどちらの子としたかは記載がない。『古事記』と同様に物実の持ち主の子とするならば天照大神の勝ちとなる。
なお、『古事記』でスサノヲが勝ったとされる一方で、創造された子神の数はスサノヲが3柱であるのに対してアマテラスは5柱であった。
また、日本全国にある天真名井神社、八王子神社などでは、宗像三女神と、王子五柱の男神を五男三女神として祀る。